# Station Markelo
Station Markelo lag in de Overijsselse buurtschap Stokkum aan de Spoorlijn Zutphen - Glanerbrug tussen Station Lochem en Station Goor.
Het stationsgebouw is van het standaardtype SS 5e klasse en werd geopend op 1 november 1865.
Het station ligt halverwege tussen Diepenheim en Markelo, de afstand naar beide dorpen is ongeveer vier kilometer.
Het station heette tot 1910 Diepenheim maar de naam werd veranderd in Markelo aangezien Diepenheim toen een station kreeg aan de (later opgeheven) spoorlijn Spoorlijn Neede - Hellendoorn.
Het station Markelo werd op 15 mei 1953 gesloten.
Op 26 en 27 mei 1972 werden hier opnamen gemaakt voor de televisieserie Het meisje met de blauwe hoed.
Hiertoe reed een stoomtrein van de Museum Buurtspoorweg van Enschede naar Markelo.
Het gebouw bestaat nog, maar het perron ligt er niet meer. Wel was Markelo nog in gebruik als wisselplaats in de enkelsporige spoorlijn. Het passeerspoor is echter bij grootschalige werkzaamheden in juni/juli 2021 verwijderd.
0: Zutphen ·
0,5: Nieuwstad ·
3,1: Eefde ·
10,2: Laren-Almen ·
16,9: Lochem ·
24,3: Markelo ·
30,1: Goor ·
34,7: Wiene ·
39,7: Delden ·
43,4: Hengelo Gezondheidspark ·
43,8: Tuindorp-Nijverheid ·
45,6: Hengelo ·
46,4: Hengelo FBK stadion ·
47,4: De Waarbeek ·
49,3: Enschede Kennispark ·
53,2: Enschede ·
53,7: Hengeloschestraat ·
54,2: Oldenzaalschestraat ·
57,9: Enschede De Eschmarke ·
59,4: Glanerbrug
Almelo · 
-De Riet · 
Borne · 
Daarlerveen · 
Dalfsen · 
Delden · 
Deventer · 
-Colmschate · 
Enschede · 
-De Eschmarke · 
-Kennispark · 
Glanerbrug · 
Goor · 
Gramsbergen · 
Hardenberg · 
Heino · 
Hengelo · 
-Gezondheidspark ·
-Oost · 
Holten · 
Kampen · 
-Zuid ·
Mariënberg · 
Nijverdal · 
Oldenzaal ·
Olst · 
Ommen · 
Raalte ·
Rijssen · 
Steenwijk · 
Vriezenveen · 
Vroomshoop · 
Wierden · 
Wijhe · 
Zwolle · 
-Stadshagen
Stations van de Museum Buurtspoorweg:
Haaksbergen · Zoutindustrie · Boekelo

Voormalige stations: zie de lijst van voormalige spoorwegstations in Overijssel